# Melanagromyza annae
Melanagromyza annae este o specie de muște din genul Melanagromyza, familia Agromyzidae, descrisă de Spencer în anul 1964. Conform Catalogue of Life specia Melanagromyza annae nu are subspecii cunoscute.